# Mireille Bélis
Mireille Bélis est agrégée de lettres classiques et docteure en sciences religieuses, spécialisée dans l'étude des textiles de Qumrân.

## Carrière universitaire
Mireille Bélis obtient un D.E.A. en 1990 sur La pourpre dans les trois mondes juif, grec et romain, à l'École des hautes études en sciences sociales (Paris Sorbonne) sous la direction de Pierre Vidal-Nacquet qui parle d'elle comme ayant été sa meilleure élève.
Elle obtient l'agrégation de lettres classiques en 1991.
En 1996, elle est lauréate de la bourse d'excellence Lavoisier du ministère des Affaires étrangères, pour mener à l'École biblique et archéologique française de Jérusalem (EBAF) l’étude des textiles provenant de Qumrân et des grottes avoisinantes en vue de leur publication finale.
Enfin, en 2004, elle est docteure en sciences religieuses à l'École pratique des hautes études.
Elle enseigne en collège puis en lycée entre 1975 et 2005, année où elle a donné des cours d’archéologie à l'EBAF.
Entre 2005 et 2008, elle est rattachée au groupe de recherche 2320 Littérature juives et chrétiennes au tournant de notre ère du CNRS.
Entre 1995 et 2003, elle a été de nombreuses fois missionnée par l'EBAF, pour étudier les tissus de Qumrân.
Depuis 2010, elle est chercheuse associée à l'EBAF.

## Les manuscrits de la mer Morte
Mireille Bélis est l'une des deux archéologues français qui travaillent actuellement sur le site de Qumrân, où l’on a trouvé les Manuscrits de la mer Morte.
Elle a participé à de nombreux colloques et séminaires sur l'archéologie,, sur Qumrân, et plus particulièrement sur sa spécialité : les textiles trouvés les grottes de la mer Morte.
En 2000, elle prouve l'existence d'une indigoterie à Aïn Feshkha, près de Qumrân.
En 2015, elle a découvert 35 nouveaux fragments dans les tissus de la première grotte 11Q, écrits en araméen et en paléo-hébreu,.
Depuis, elle est chargée de la publication finale des textiles de Qumrân appartenant à la collection Ébaf issue des fouilles de Roland de Vaux. La dernière mission officielle date de l'été 2017 où Mireille a mené à bien l'inventaire de plus de 300 textiles appartenant au Département Jordanien des Antiquités.

## Recherches historiques
Mireille Bélis a également réalisé de nombreuses études sur la Première Guerre mondiale, plus particulièrement sur la vie des soldats,.
Depuis une dizaine d'années, elle répertorie tous les morts sous l'uniforme qui ne sont pas considérés comme Morts pour la France.
Le 13 mars 2015 elle a donné à Epinal (Vosges) une conférence à ce sujet, intitulée Morts pour la France Non-morts pour la France Non non-morts pour la France (La mémoire des oubliés), à l'invitation de la Ligue des droits de l'Homme.

## Vie privée
Mireille Bélis est la sœur d'Annie Bélis, avec laquelle elle partage une autre passion : la musique grecque antique.

## Publications

### Ouvrages
- Fouilles de Khirbet Qumrân et de Aïn Feshkha[14], volume 2, chapitre XI : Les textiles de Qumrân et chapitre XVIII : Nomenclature révisée des grottes.
- Le judaïsme hellénistique in Histoire universelle des Juifs, sous la direction d’Élie Barnavi[15].
- Les textiles de Qoumrân : archéologie, technologie, histoire Thèse de doctorat[16].

### Articles
- Purple in Cooking, Medicine, and Magic : An Example of Interference by the Imaginary in Rational Discourse in From Myth to Reason ?, Studies in the Development of Greek Thought[17].
- Vêtement et insignes juifs dans l’Antiquité in Religions & Histoire : 3 Articles en 2005, 2006 et 2008.
- Comment les manuscrits de Qumrân se sont-ils conservés ? in Archéothéma, 2009.
- Tissus de Qumran - Mémoire déchirée et rouleaux-fantômes in Actes du Colloque sur le Shmattès (le tissu tombé), Musée d’Art et d’Histoire du Judaïsme, Paris, 30 mars 2004.
- La Grotte 1 de Qumrân : la découverte et son contexte historique et Les housses des manuscrits de la Grotte 1 : le lin et l’indigo in Le Monde de la Bible, novembre - décembre 1997.
- Un Rêve d'Anaïs Nin in Cahiers Jungiens de Psychanalyse, 2003.
- Sang d’Encre (Lettres de soldats vosgiens) in Cahiers de la Liberté de l’Est, 2008.